# Glodeanu-Siliștea, Buzău
Glodeanu-Siliștea este satul de reședință al comunei cu același nume din județul Buzău, Muntenia, România. Se află în zona sudică, de câmpie, a județului.

## Istorie
Originea satului Glodeanu-Siliștea stă într-un vechi sat, denumit Siliștea Veche, cu aproximativ 600 de case, aflat la câțiva kilometri sud de poziția sa actuală, aproape de Urziceni, pe drumul mare dintre București și Buzău. În secolul al XVIII-lea, cum era aflat pe acest drum, a fost puternic afectat de numeroasele războaie și invazii turcești care i-au determinat pe locuitorii acelui sat să părăsească vechea vatră în preajma anului 1772 și să caute locuri mai ferite în acea zonă de câmpie. Primii care au plecat s-au îndreptat spre nord-est și s-au așezat în lunca râului Sărata într-un loc gloduros, formând satul Glodeanu Sărat; în anul următor, un alt grup s-a îndreptat spre sud și a înființat satul Gârbovi. Ultimul grup care a plecat a fost format din 160 de oameni, membri ai unui număr de 40 de familii (între care învățătorul Teodor Zaharescu în monografia sa amintește de familia Cristeștilor, familia Cocioc, Popa, Săuleștii, Pătuleștii, Sănduleștii, Stoiceștii); aceștia s-au așezat la marginea moșiei boieresei văduve Anica Filipescu, pe malul unui lac și au înființat satul Siliștea Nouă.
După câțiva ani, Anica Filipescu i-a chemat pe moșia ei, aproape de conacul aflat pe drumul dintre Mizil și Călărași, în locul denumit acum Crucea Batatului, unde sătenii și-au făcut bordeie. În primăvara următoare, însă, bordeiele au fost inundate, iar Anica Filipescu i-a ajutat să își construiască de această dată case lângă conacul ei și o biserică de lemn, terminată în 1780. Din cauza numeroaselor mutări, satul ajunsese să fie denumit colocvial Frecăței, dar oficial el a fost înregistrat cu numele Glodeanu-Siliștea, cu referire la numele satului de origine, Siliștea Veche și cu cele ale altor așezări înființate în același timp (Glodeanu Sărat și Glodeanu-Cârlig). În următorii ani, satul a crescut, aici stabilindu-se unii mocani transilvăneni, formând partea satului denumită Ungureni.
În trecut, a făcut parte din fostul județ Saac (Săcuieni).